# Polyxenes
Polyxenes es un género de foraminífero bentónico de estatus incierto, aunque considerado un sinónimo posterior de Cibicides de la subfamilia Cibicidinae, de la familia Cibicididae, de la superfamilia Planorbulinoidea, del suborden Rotaliina y del orden Rotaliida. Su especie tipo era Polyxenes cribratus. Su rango cronoestratigráfico abarcaba el Holoceno.

## Clasificación
Polyxenes incluye a las siguientes especies:
- Polyxenes cribratus
- Polyxenes fasciolatus